# St. Aegidius (Kleinballhausen)

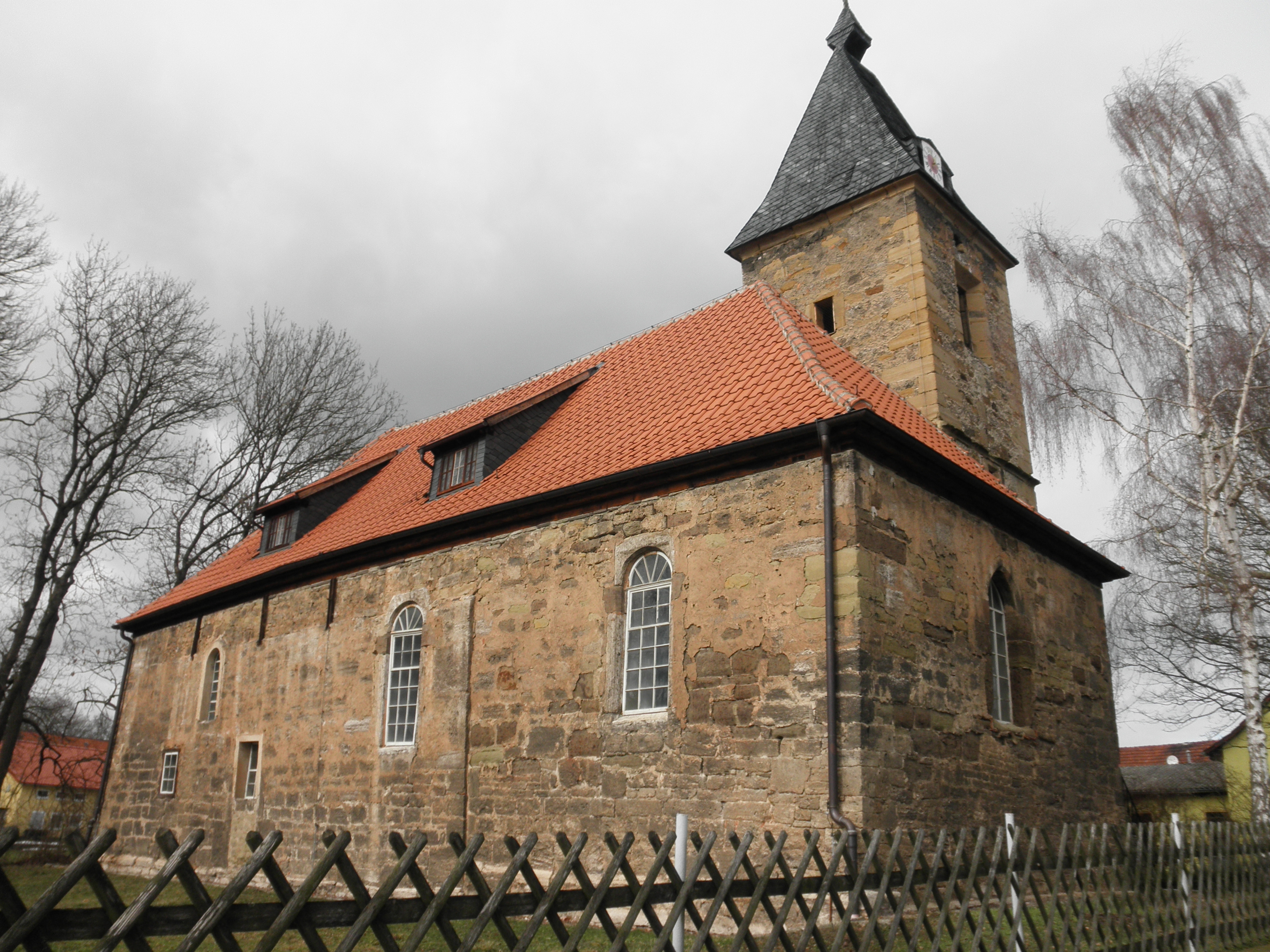
Die Kirche

Die evangelische Dorfkirche St. Aegidius steht im westlichen Ortsteil Kleinballhausen der Gemeinde Ballhausen im Unstrut-Hainich-Kreis in Thüringen.

## Geschichte
Die Dorfkirche in Kleinballhausen wurde um das Jahr 1500 gebaut. Eine rundbogige Öffnung in der Ostwand des Kirchturms lässt auf Reste eines mittelalterlichen Vorgängerbaus schließen. Im 18. Jahrhundert wurde das Gotteshaus barock umgebaut. Das verwitterte Relief an der Kirchenwand weist auch auf eine antike Zeit zurück. In der Kirche befinden sich drei Grabsteine der Familie Werthern, darunter an der nördlichen Innenwand der von Martha von Werthern († 1552) sowie verwitterte Grabsteine eines Ritters und des Christoph von Werthern († 1562) in spanischer Tracht. 
Im Eingang zur Dorfkirche befindet sich die Namenstafel der Opfer des Zweiten Weltkriegs.
2006 erfolgte die Instandsetzung des Kirchenschiffdaches.